# Fresh radio Ostrava
Fresh radio Ostrava je soukromá rozhlasová stanice která začala svůj provoz 24. prosince 2022 ve 20:00, jakožto nástupce zaniklé stanice Helax. Stanice vysílá ve městě Ostrava a Třinec. Působí na frekvencích 103,6 MHz, 88,6 MHz 106,5 MHz, dále využívá frekvence na vysílačích Ostrava-Klimkovice 88,6 MHz a Třinec 106,5 MHz, na které získalo licenci v létě 2024. Vysílač Třinec 106,5 zahájil vysílání  1. prosince 2024. Klimkovický vysílač zahájil provoz 2. října 2024 a zlepšil tak pokrytí krajského města signálem. Klimkovický vysílač 88,6 MHz by měl dokrývat část Ostravy tam kde 103,6 MHz nedosáhne.
Vlastníkem stanice a provozovatelem licence je společnost Tureček Media s.r.o.[zdroj?]
Stanice původně vysílala z prostor obchodního centra Forum Nová Karolina, aktuálně[kdy?] se přestěhovala do těsné blízkosti klubu Fabric v centru Ostravy.
Hudebně se stanice věnuje popové, taneční a elektronické hudbě. Hlavní cílová skupina posluchačů jsou obyvatelé Moravskoslezského kraje ve věku 25–55 let. V širším spektru 18–60 let. Stanice vysílá také prostřednictvím vlastní aplikace a na webových stránkách.